# (5568) Mufson
(5568) Mufson (1953 TS2) – planetoida z pasa głównego asteroid okrążająca Słońce w ciągu 3,41 lat w średniej odległości 2,26 j.a. Odkryta 14 października 1953 roku.